# Wusun

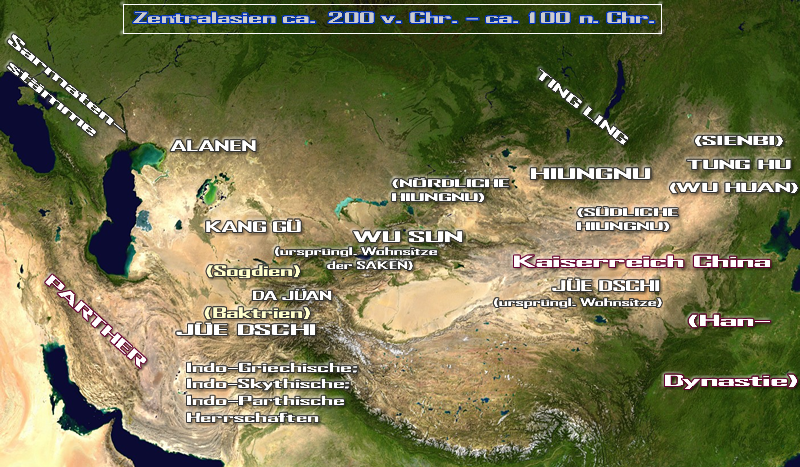
Wusun et leurs voisins lors de la fin du IIe siècle av. J.-C.

Les Wūsūn (chinois : 烏孫 ; litt. « Petits-enfants du corbeau ») était un peuple nomade ou semi-nomade qui aurait habité à l'ouest de l'actuelle province du Gansu, entre les Monts Qilian et Dunhuang, au nord de la Chine. Ils étaient des voisins du peuple Yuezhi, situés notamment dans le corridor du Hexi.

## Étymologie
Wusun est une prononciation moderne des caractères chinois « 烏孫 ». Le nom chinois « 烏孫 » (Wūsūn) signifie littéralement wū « corbeau » + sūn « petit-fils, descendant ». Il existe plusieurs théories sur l'origine du nom.
Le sinologue canadien Edwin Pulleyblank reconstitue la prononciation de 烏孫' Wūsūn en chinois moyen comme ou-suən, à partir du chinois ancien aĥ-smən et relie les Wusun aux Άσμίραιοι Asmiraioi, qui habitent à proximité du lac Issyk-Kul dans le Jetyssou. Ils sont mentionnés dans la Géographie de Ptolémée . Une autre théorie les relie aux Issedones.
Le sinologue Victor H. Mair compare Wusun au sanskrit áśva « cheval », aśvin « jument » et au lituanien ašvà « jument ». Le nom signifierait donc « le peuple des chevaux ». Il émet l'hypothèse selon laquelle les Wusun utilisent une langue de type satem au sein des langues indo-européennes. Cependant, cette dernière hypothèse n’est pas soutenue par Edwin G. Pulleyblank. L'analyse de Christopher I. Beckwith est similaire à celle de Mair, reconstruisant le terme chinois Wusun comme le vieux chinois *âswin, qu'il compare au vieil indien aśvin « les cavaliers », du nom des dieux équestres jumeaux rigvédiques.
Étienne de la Vaissière identifie les Wusun avec les wδ'nn'p, mentionnés sur les inscriptions de Kultobe comme ennemis de la confédération Kangju de langue sogdienne. Wδ'nn'p contient deux morphèmes n'p « peuple » et * wδ'n [wiðan], qui est apparenté au parthe manichéen wd'n et signifie « tente ». Vaissière émet l'hypothèse que les Wusun parlent probablement une langue iranienne étroitement liée au sogdien, ce qui permet aux Sogdiens de traduire leur endonyme par * wδ'n [wiðan] et aux Chinois de transcrire leur endonyme avec un /s/ chinois natif représentant une fricative dentaire étrangère. Ainsi, Vaissière reconstruit l'endonyme de Wusun comme * Wəθan « [Peuple de la] Tente(s) ».

## Histoire

### Origine
Selon les récits de Zhang Qian, les Wusun sont originaires du même territoire que les Yuezhi, dans la région située entre Dunhuang et les monts Qilian. Beckwith suggère que les Wusun sont un vestige oriental des Indo-Aryens, qui sont soudainement poussés aux extrémités de la steppe eurasienne par les peuples iraniens au 2e millénaire avant J.-C. .
Vers 210-200 av. J.-C., le prince Modu Chanyu, ancien otage des Yuezhi et prince des Xiongnu, qui sont également vassaux des Yuezhi, devient chef des Xiongnu et subjugue les peuples de la plaine mongole. Après avoir été défaits par le Chanyu de Xiongnu aux environs de l'an 176 av. J.-C., le peuple fuit dans la région de l'Ili et du Yssyk Koul. Ils y sont demeurés au moins cinq cents ans,. Ils restent tributaires des Xiongnu jusqu'en 128 av. J.-C., puis gagnent leur indépendance en développant une puissance militaire suffisante.
Selon la légende, le fils en bas âge de Nandoumi, Liejiaomi, est abandonné dans la nature. Il est miraculeusement sauvé de la faim en étant allaité par une louve et nourri de viande par des corbeaux,,. Ce mythe ancestral Wusun présente des similitudes avec ceux des Hittites, des Chinois Zhou, des Scythes, des Romains, des Goguryeo, des Turcs, des Mongols et des Dzungars. En se basant sur les similitudes entre le mythe ancestral des Wusun et des peuples turcs ultérieurs, Denis Sinor suggère que les Wusun, les Sogdiens ou les deux pourraient représenter une influence indo-aryenne, ou même l'origine des Turcs royaux Ashina.
La légende de Nandoumi en fait un être surnaturel adopté par le Chanyu Xiongnu qui en fait ensuite son général des armées. Leijiaomi venge la mort de son père, tué par les Yuezhi, en 133-134. Les Yuezhi migrent vers le sud à la suite de cette défaite.
Les Wusun prennent le contrôle de la vallée d'Ili. Lorsque le chanyu meurt, Liejiaomi refuse de continuer à servir les Xiongnu. Les Xiongnu envoient alors une force contre les Wusun mais sont vaincus, après quoi les Xiongnu considèrent encore plus qu'auparavant Liejiaomi comme un être surnaturel, évitant tout conflit avec lui.

### Avec la dynastie Han

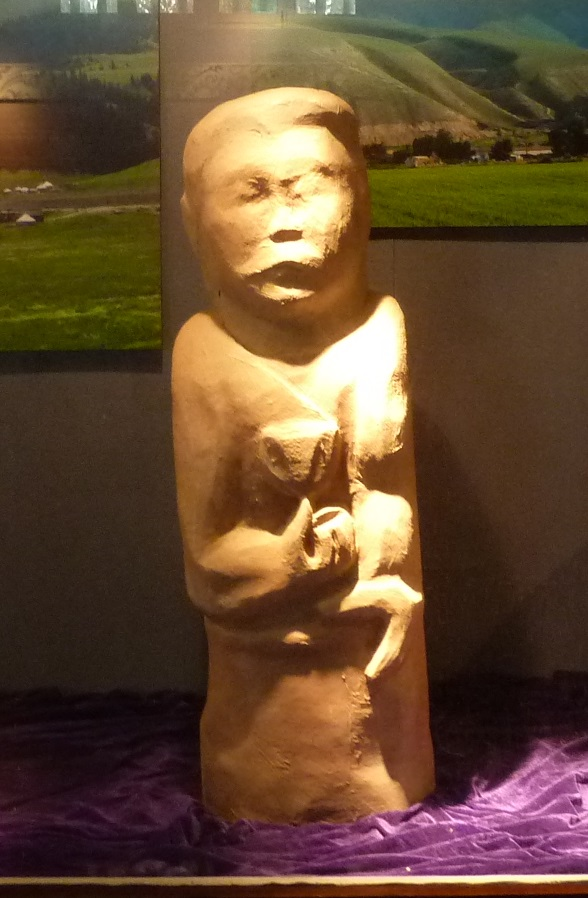
Représentation d'un roi Wusun.

Après s'être installés dans la vallée d'Ili, les Wusun gagnent en influence auprès de la dynastie Han. Le royaume de Wusun comprend une population composée de Yuezhi et majoritairement de Saka. En 125 J.-C., Zhang Qian tente d'établir une alliance avec les Wusun contre les Xiongnu ,. La cour royale des Wusun se trouve dans la ville fortifiée de Chigu dans une vallée latérale menant à Issyk Kul. Située sur l'une des branches de la route de la soie, Chigu est un important centre commercial, mais son emplacement exact reste débattu.
Les Wusun approuvent une éventuelle alliance et Zhang Qian est envoyé comme ambassadeur en 115 avant J.-C. Selon l'accord, les Wusun attaqueraient conjointement les Xiongnu avec les Han en l'échange d'un mariage princier. Cependant, par crainte des Xiongnu, les Wusun changent d'avis et l'attaque n'a pas lieu,. En parallèle, les Hans infligent plusieurs défaites aux Xiongnu et menacent les Wusun de représailles. Les Wusun leur envoie des chevaux, en gage de tribut, pour éviter le conflit.
Vers 80 av. J.-C., les Wusun sont attaqués par les Xiongnu, qui leur infligent une défaite dévastatrice,. En 72, ils attaquent conjointement avec les Han qui écrasent le Xiongnu. Au cours de cette campagne, les Han capturent la cité-État de Cheshi (région de Turpan), un ancien allié des Xiongnu, leur donnant ainsi un contact direct avec les Wusun. Par la suite, les Wusun s'allièrent aux Dingling et aux Wuhuan pour contrer les attaques des Xiongnu. Après leur victoire écrasante contre les Xiongnu, les Wusun obtiennent une influence significative sur les cités-États du bassin du Tarim.
Après des périodes d'instabilité dans le bassin du Tarim, Ban Chao demande l'aide des Wusun en 80 après J.-C. afin de reprendre le contrôle des territoires. Les victoires renouvellent l'alliance entre Wusun et Han, cependant leur influence décline à partir du IIe siècle.

### Déclin
À partir du VIe siècle, on retrouve plusieurs traces de leur impact sur les peuples environnants dans les cultures perse, musulmane, turque et russe. Le peuple Uysyn (en), dénombrant environ 250 000 personnes, est considéré par certains[Qui ?] comme étant des descendants des Wusun. Les Uysyn se divisent en 2 lignées : les Dulat et les Sary Uysyn (« Uysyn jaunes »).
Au Ve siècle, les Wusun sont repoussés par le Khaganat Rouran et migrent vers les monts du Pamir. Ils sont mentionnés pour la dernière fois par des sources historiques chinoises en 436. Leur destin a été lié à celui des Kaganates turcs et aux bouleversements engendrés en Asie centrale lors de l'ère Jetyssou.

## Langue
Les Wusun sont un peuple indo-européen  et parlent une langue appartenant à la branche indo-iranienne ,,, voire iranienne,. Yan Shigu (581–645) décrit les descendants des Wusun avec l'exonyme胡人Húrén « étrangers, barbares », qui est utilisé depuis le VIe siècle pour désigner les peuples iraniens, en particulier les Sogdiens, en Asie centrale, en plus d'autres peuples non chinois. Les preuves archéologiques soutiennent également l'idée que les Wusuns sont des locuteurs iraniens.
Plusieurs chercheurs suggèrent quant à eux qu'ils auraient pu parler le tokharien  ,,,. James Patrick Mallory suggère un mélange d'éléments tokhariens et iraniens,. Christopher I. Beckwith suggère plutôt que les Wusun parlent indo-aryen en se basant sur l'étymologie du titre royal Kunmi.
Par le passé, une hypothèse suggérait l'usage d'une langue turque, mais cette suggestion est rejetée,,,.

## Culture
Ella Maillart rapporte dans un récit de voyage une version de la légende du roi Midas, attribuée aux Wusun (qu'elle orthographie Oussounes). Le barbier ayant confié le secret des oreilles d'âne du roi à un puits, il oublia de refermer l'orifice : l'eau du puits déborda, noya le palais et engendra le lac actuel de l'Yssyk Koul.

## Ethnologie

Une représentation chinoise du Wusun, de Gujin Tushu Jicheng, XVIIIe siècle.

L'apparence physique des Wusun est décrite par les chinois selon des caractéristiques caucasiennes. D'après six crânes étudiés, des chercheurs affirment qu'ils possèdent même des caractéristiques européennes.
Une étude génétique publiée dans Nature en mai 2018 examine les restes de quatre Wusun enterrés entre le IVe et IIe siècles av. J.-C. L'échantillon d'ADN-Y extrait appartient à l'haplogroupe R1. Les échantillons d'ADNmt extraits appartiennent à C4a1, HV6, J1c5a et U5b2c . Les auteurs de l’étude constatent que les Wusun et les Kangju présentent moins de mélanges est-asiatiques que les Xiongnu et les Saka. Il est suggéré que les Wusun et les Kangju descendent tous deux des éleveurs de steppes occidentales de l'âge du bronze tardif qui se sont mélangés aux chasseurs-cueilleurs sibériens et aux peuples apparentés à la civilisation de l'Oxus.
Une théorie suggère que les Uissun du Kazakhstan descend des Wusun, en se basant sur la similitude superficielle de l'ethnonyme « Uissun » avec Wusun. Une étude génétique de 2020 ne parvient pas à appuyer cette théorie à cause d'une très faible fréquence d'haplogroupe R1a (6%), la plupart appartenant au clade Z94 plutôt qu'au clade iranien Z93. La plupart des lignées Uissun sont typiques des Mongols, ce qui confirme leur origine mongole historiquement attestée.

## Archéologie
De nombreux sites appartenant à la période Wusun à Zhetysu et dans le Tian Shan ont été fouillés. La plupart des cimetières sont des lieux de sépulture où les morts sont enterrés dans des fosses communes, appelées groupe Chil-pek, qui appartiennent probablement à la population locale Saka. Les tombes de la période Wusun contiennent généralement des effets personnels, les sépultures du groupe Aygîrdzhal contenant souvent des armes.
Une tombe majeure est celle d'une chamane retrouvée à une altitude de 2 300 mètres près d'Almaty. Elle contient des bijoux, des vêtements, des coiffes et près de 300 objets en or. Une autre découverte importante, située dans l'est de Jetyssou, est la tombe d'un guerrier de haut rang, dont les vêtements sont décorés d'environ 100 orbes dorées.